# Altendettelsau

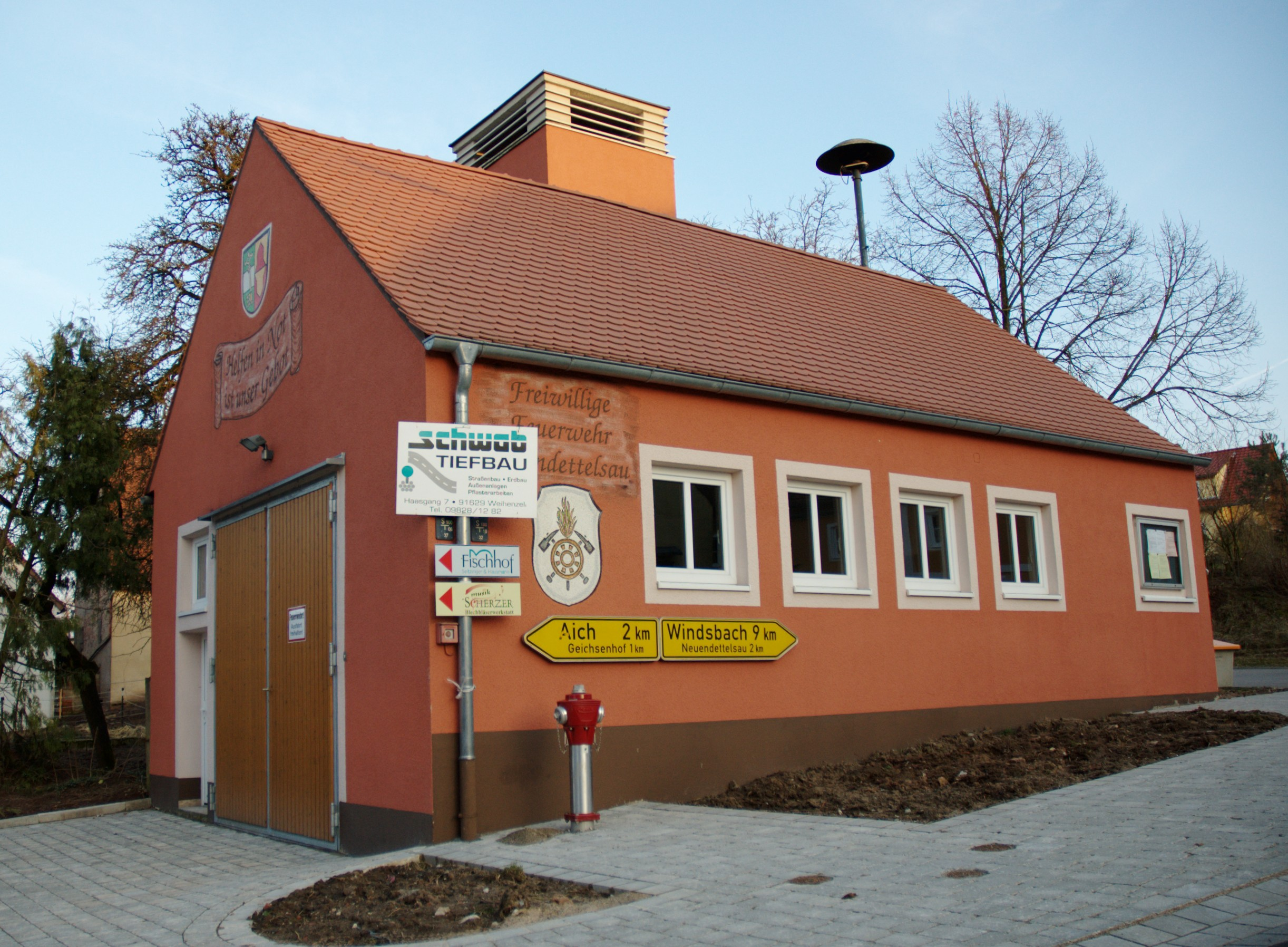
Feuerwehrhaus

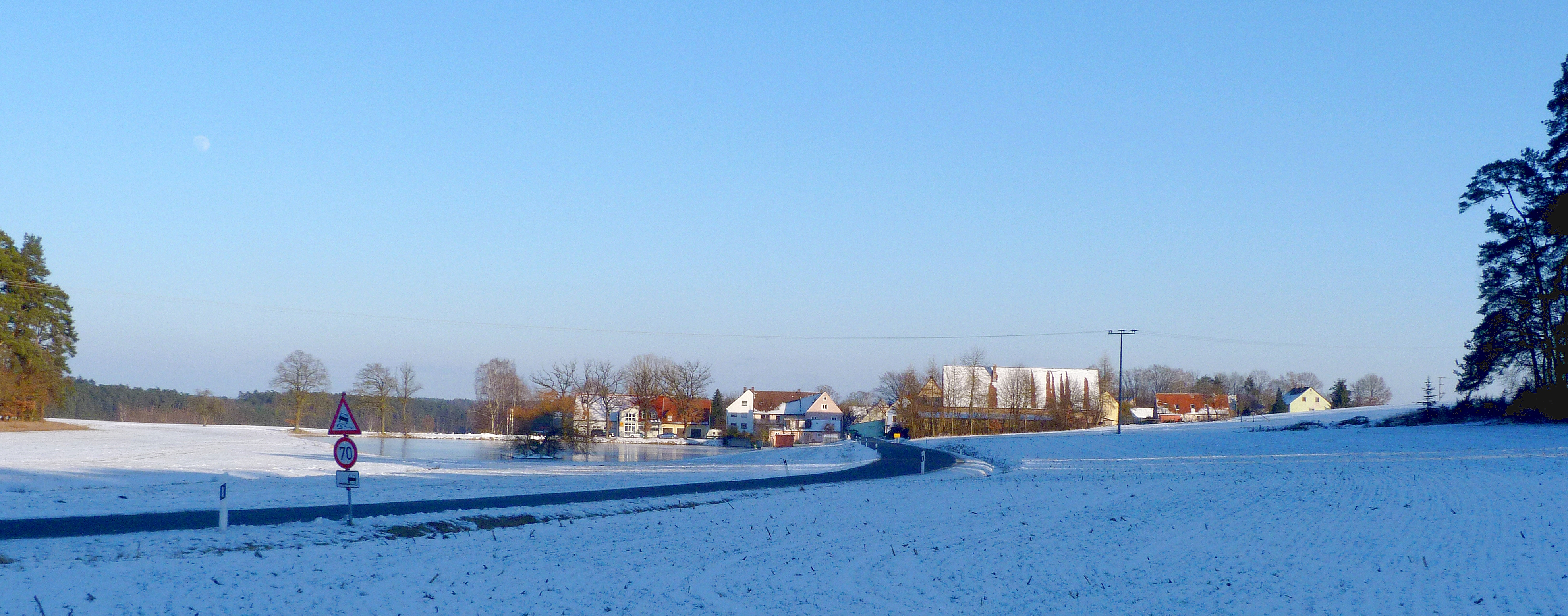
Im Winter

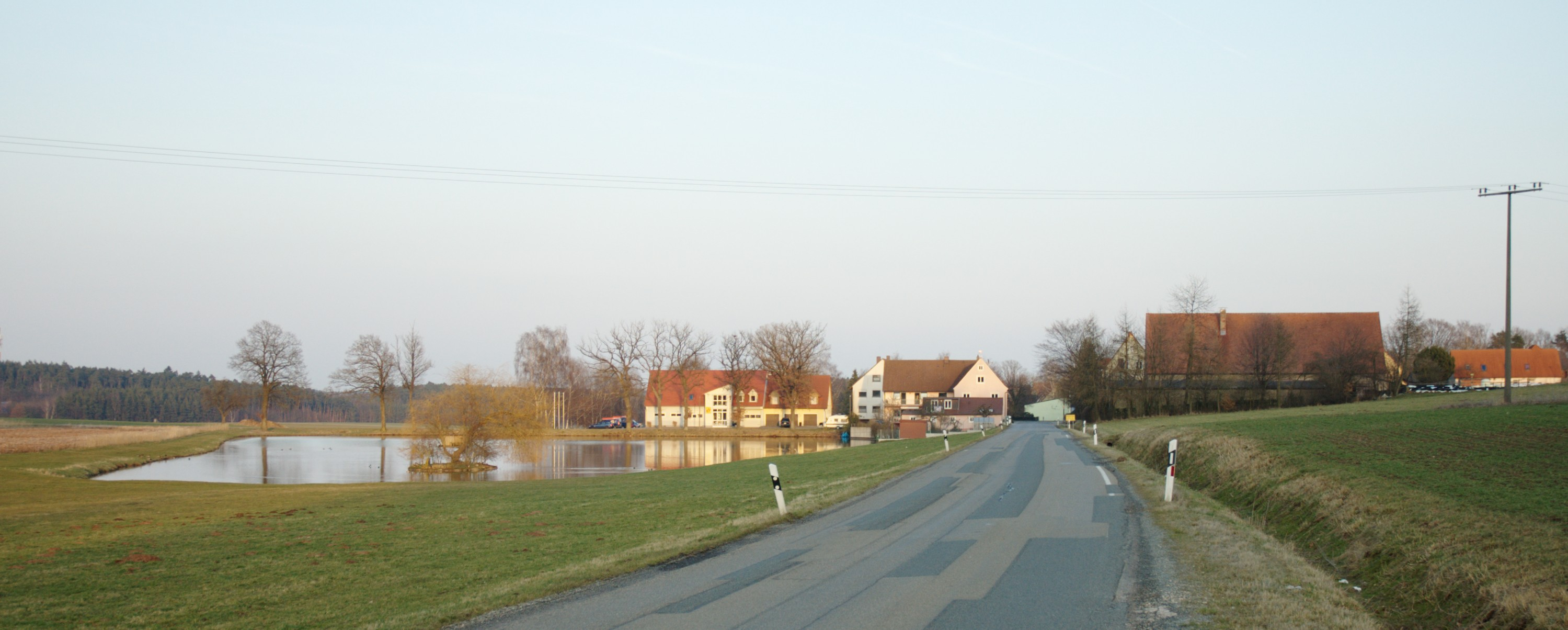
Von Petersaurach kommend

Altendettelsau (fränkisch: Dedlsa bzw. Aldndedlsa) ist ein Gemeindeteil der Gemeinde Petersaurach im Landkreis Ansbach (Mittelfranken, Bayern). Die Gemarkung Altendettelsau hat eine Fläche von 3,872 km². Sie ist in 359 Flurstücke aufgeteilt, die eine durchschnittliche Flurfläche von 10.786,44 m² haben. In ihr liegt neben dem namensgebenden Ort der Gemeindeteil Ziegendorf.

## Geografie
Das Dorf liegt im Tal des Heiligenbächls. 0,5 km südöstlich liegt die Flur Zeileck. Die Kreisstraße AN 19 führt nach Petersaurach zur Staatsstraße 2412 (2 km nordwestlich) bzw. nach Neuendettelsau (1,3 km südöstlich). Gemeindeverbindungsstraßen führen nach Geichsenhof (1,6 km östlich) und Ziegendorf (1,8 km südwestlich).

## Geschichte
Erstmals urkundlich erwähnt wurde der Ort 1141 in der päpstlichen Bulle, in der die Gründung des Klosters Heilsbronn bestätigt wurde. Unter anderem war es zu dieser Zeit in „Tetelesowe“ begütert. Das Bestimmungswort des Ortsnamens ist der Personenname Tettilî(n), eine Verkleinerungsform des Personennamens Tato/Teto, das Grundwort ist Aue. Im Würzburger Lehenbuch, das zwischen 1303 und 1313 entstand, wurde der Ort erstmals „Altentetelsaw“ genannt zur Unterscheidung des zwei Kilometer südöstlich gelegenen Neuendettelsau. Die Herren von Heideck übten zu dieser Zeit im Ort die Vogtei über ein Lehen aus.
Im Jahre 1318 bestand der Ort aus sechs Anwesen, die alle dem Nürnberger Patrizier Berthold Pfinzing als Lehen des Würzburger Hochstifts gehörten. Von Heilsbronnern Gütern ist zu dieser Zeit nicht mehr die Rede. Im Jahre 1364 erwarb das Kloster Heilsbronn von den Pfinzings zwei Anwesen (einen Hof, ein Lehen). Um 1450 gelangten drei Anwesen an die Herren von Eyb zu Vestenberg. Im Jahre 1518 gelangte nochmals ein Anwesen, das zwischenzeitlich den Herren von Seckendorff gehörte, an die Eyber.
Im 16-Punkte-Bericht des Oberamts Windsbach von 1608 wurden für Altendettelsau sieben Mannschaften verzeichnet: Zwei Höfe und ein Gut unterstanden dem Klosterverwalteramt Heilsbronn, zwei Höfe und ein Gut den Herren von Eyb zu Neuendettelsau und ein Hof den Herren von Vestenberg. Außerdem gab es ein Gemeindehirtenhaus. Das Hochgericht übte das brandenburg-ansbachische Kasten- und Stadtvogteiamt Windsbach aus. Im 16-Punkte-Bericht des Klosteramts Heilsbronn von 1608 wurden nur zwei Heilsbronner Anwesen angegeben (ein Hof und ein Köblergut).
In den Jahren 1718 und 1728 wurden zwei Anwesen errichtet, die dem Kastenamt Windsbach unterstanden. In den Oberamtsbeschreibungen des Fürstentums Ansbach von Johann Georg Vetter aus dem Jahr 1732 heißt es: „Weiler, 1 Castenamt Windsbachisches Guth und neuerbautes Würthshäußlein, item 2 Halbhöff und ein Guth, so in das Verwalteramt Heilsbronn gehören, dann 3 adelich Crailsheim-Rüglandische Unterthanen samt 1 gemeinen Hirtenhauß.“
Gegen Ende des 18. Jahrhunderts gab es in Altendettelsau acht Anwesen und ein Gemeindehirtenhaus. Das Hochgericht und die Dorf- und Gemeindeherrschaft übte das Kasten- und Stadtvogteiamt Windsbach aus. Grundherren waren das Fürstentum Ansbach (Klosterverwalteramt Heilsbronn: 2 Halbhöfe, 1 Gütlein; Kastenamt Windsbach: 1 Halbhof, 1 Haus mit Schmiede) und das Rittergut Rügland der Herren von Crailsheim (1 Hof, 2 Halbhöfe). Von 1797 bis 1808 unterstand der Ort dem Justiz- und Kammeramt Windsbach.
Im Jahre 1806 kam Altendettelsau an das Königreich Bayern. Im Rahmen des Gemeindeedikts wurde Altendettelsau dem 1808 gebildeten Steuerdistrikt Aich und der 1810 gegründeten Ruralgemeinde Aich zugeordnet. Mit dem Zweiten Gemeindeedikt (1818) entstand die Ruralgemeinde Altendettelsau, zu der Froschmühle und Ziegendorf gehörten. Sie war in Verwaltung und Gerichtsbarkeit dem Landgericht Heilsbronn zugeordnet und in der Finanzverwaltung dem Rentamt Windsbach. Von 1862 bis 1879 gehörte Altendettelsau zum Bezirksamt Heilsbronn, ab 1880 zum Bezirksamt Ansbach (1939 in Landkreis Ansbach umbenannt) und zum Rentamt Heilsbronn (1919–1929: Finanzamt Heilsbronn, seit 1929: Finanzamt Ansbach). Die Gerichtsbarkeit blieb beim Landgericht Heilsbronn (1879 in Amtsgericht Heilsbronn umbenannt), seit 1956 ist das Amtsgericht Ansbach zuständig. Die Gemeinde hatte 1964 eine Gebietsfläche von 4,018 km².
Von 1900 bis 1922 gab es bei Altendettelsau eine Bedarfshaltestelle der Bahnstrecke Wicklesgreuth–Windsbach. Wegen geringer Inanspruchnahme wurde diese wieder aufgelöst.
Am 31. Dezember 1971 wurde die Gemeinde im Zuge der Gebietsreform in Bayern aufgelöst: Altendettelsau und Ziegendorf wurden nach Petersaurach umgegliedert, die Froschmühle kam zu Neuendettelsau.

### Historische Ortskarte

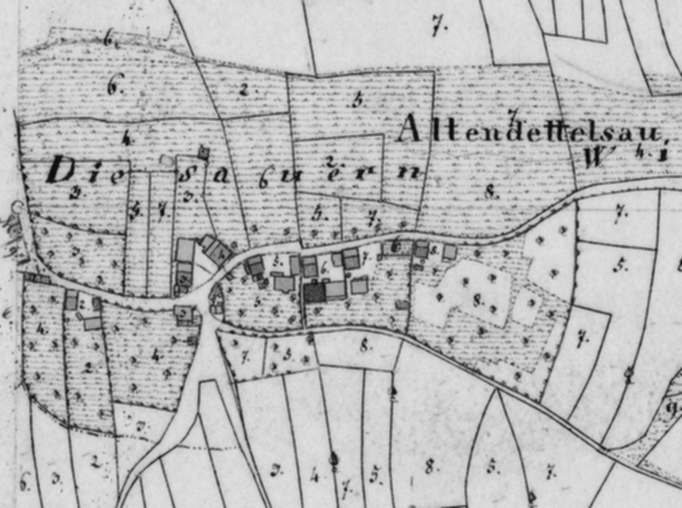
Ortsplan 1827

### Bodendenkmäler
In der Gemarkung Altendettelsau gibt es zwei Bodendenkmäler.

### Einwohnerentwicklung
Gemeinde Altendettelsau
| Jahr      | 1818   | 1840   | 1852   | 1855   | 1861   | 1867   | 1871   | 1875   | 1880   | 1885   | 1890   | 1895   | 1900   | 1905   | 1910   | 1919   | 1925   | 1933   | 1939   | 1946   | 1950   | 1952   | 1961   | 1970   |
| Einwohner | 115    | 127    | 141    | 145    | 131    | 131    | 138    | 146    | 157    | 165    | 150    | 158    | 152    | 143    | 143    | 147    | 151    | 148    | 128    | 188    | 173    | 155    | 127    | 172    |
| Häuser    | 21     | 21     |        |        |        |        | 24     |        |        | 25     | 26     |        | 25     |        |        |        | 27     |        |        |        | 24     |        | 26     |        |
| Quelle    | [ 25 ] | [ 26 ] | [ 27 ] | [ 27 ] | [ 28 ] | [ 29 ] | [ 30 ] | [ 31 ] | [ 32 ] | [ 33 ] | [ 34 ] | [ 35 ] | [ 36 ] | [ 35 ] | [ 37 ] | [ 35 ] | [ 38 ] | [ 35 ] | [ 35 ] | [ 35 ] | [ 39 ] | [ 35 ] | [ 21 ] | [ 40 ] |

Ort Altendettelsau
| Jahr      | 001807 | 001818 | 001840 | 001861 | 001871 | 001885 | 001900 | 001925 | 001950 | 001961 | 001970 | 001987 | 002009 | 002015 | 002022 |
| Einwohner | 54     | 59     | 62     | 67     | 72     | 90     | 83     | 79     | 93     | 68     | 75     | 70     | 72     | 80     | 111    |
| Häuser    | 10     | 10     | 10     |        |        | 13     | 13     | 14     | 13     | 13     |        | 21     |        |        |        |
| Quelle    | [ 41 ] | [ 25 ] | [ 26 ] | [ 28 ] | [ 30 ] | [ 33 ] | [ 36 ] | [ 38 ] | [ 39 ] | [ 21 ] | [ 40 ] | [ 42 ] | [ 1 ]  | [ 1 ]  | [ 1 ]  |

### Gemeindevorsteher
| Name                    | Herkunft       | Amtszeit  |
| ----------------------- | -------------- | --------- |
| Johann Michael Pirner   | Altendettelsau | 1833–1840 |
| Johann Leonhard Moll    | Ziegendorf     | 1840–1849 |
| Johann Groß             | Altendettelsau | 1849–1860 |
| Johann Endres           | Ziegendorf     | 1860–1864 |
| Johann Leonhard Schwab  | Ziegendorf     | 1864–1867 |
| Georg Rottler           | Altendettelsau | 1867–1868 |
| Georg Groß              | Altendettelsau | 1868–1876 |
| Michael Sixtus Schülein | Ziegendorf     | 1876–1896 |
| Johann Michael Meier    | Altendettelsau | 1896–1900 |
| Johann Michael Förster  | Altendettelsau | 1900–1912 |
| Georg Arnold            | Altendettelsau | 1912–1935 |
| Johann Heumann          | Altendettelsau | 1935–1945 |
| Johann Meier            | Altendettelsau | 1945–1960 |
| Martin Franke           | Altendettelsau | 1960–1962 |
| Michael Meier           | Altendettelsau | 1962–1968 |
| Hans Limberger          | Altendettelsau | 1968–1972 |

## Religion
Der Ort ist seit der Reformation  evangelisch-lutherisch geprägt und nach St. Peter (Petersaurach) gepfarrt. Die Einwohner römisch-katholischer Konfession sind nach St. Franziskus (Neuendettelsau) gepfarrt.
Zwischen Alten- und Neuendettelsau gab es ursprünglich eine Marienkapelle.